# يوم الأمم المتحدة للخدمة العامة
يوم الأمم المتحدة للخدمة العامة (بالإنجليزية: United Nations Public Service Day)‏ هو حدث للأمم المتحدة، يُقام في 23 يونيو من كل عام، أقرته الجمعية العامة للأمم المتحدة في 20 ديسمبر 2002، بهدف الاحتفال بقيمة وفضيلة الخدمة العامة داخل المجتمع، وكذلك تكريمًا لجهود الموظفين العموميين في جميع أنحاء العالم، وتقديرًا لمساهماتهم في بناء المجتمعات وتقدمها.

## وصلات خارجية
- الموقع الرسمي.